# Лузга

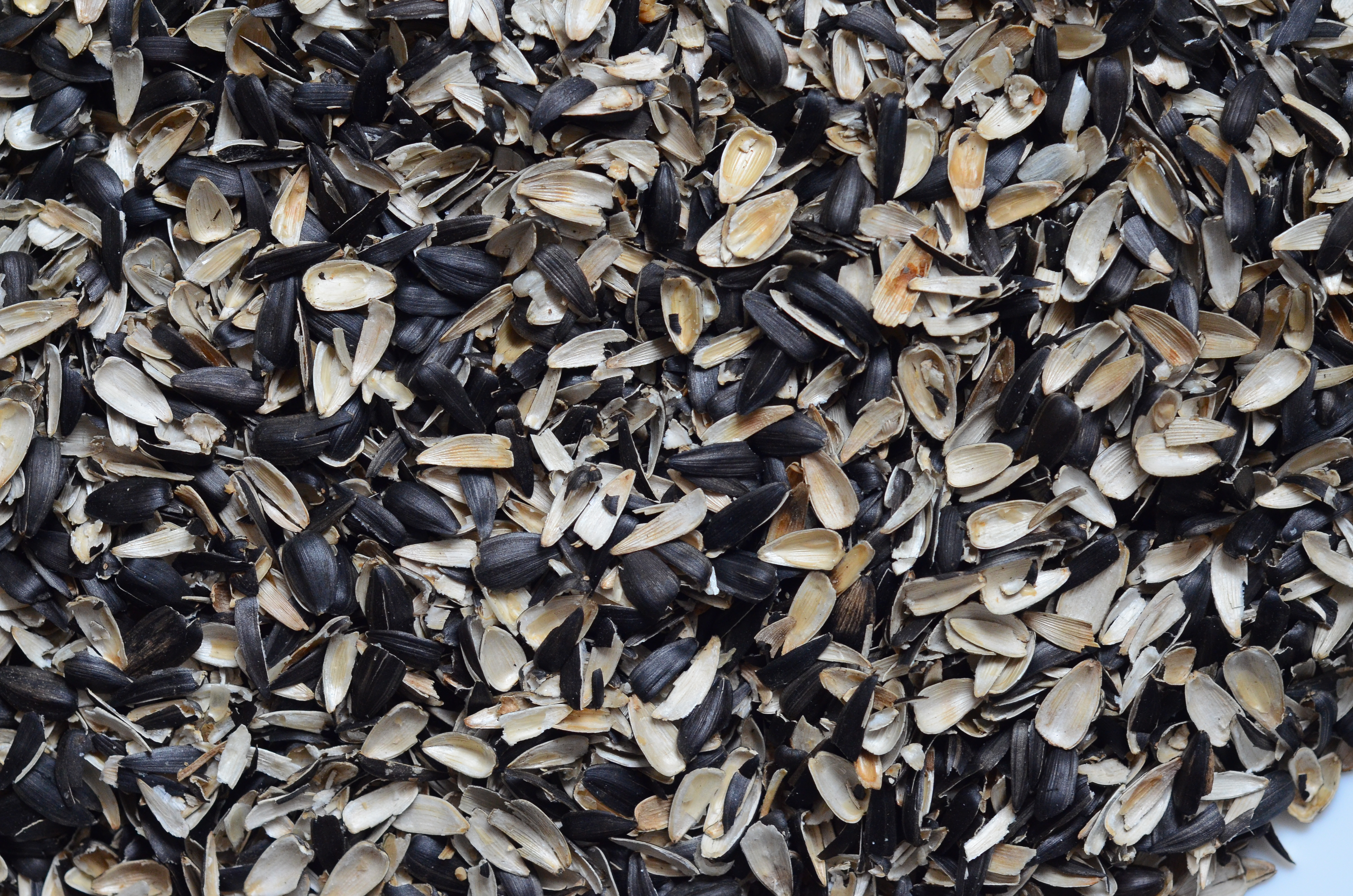
Лузга семян подсолнечника.

Лузга́ — плодовые оболочки семян подсолнечника, гречихи и проса, отделённые от семян при переработке их на маслобойных заводах и крупорушках. Лузга подсолнечника как содержащая пентозон использовалась в СССР в качестве промышленного сырья; из неё добывается фурфурол; она идёт также на выработку бумаги, искусственного шёлка и прочего. Лузга проса в размолотом виде служит составной частью комбинированного корма и кормовых смесей для скота. Лузга гречихи используется главным образом на топливо. Кроме того, лузга проса и гречихи использовалась в колхозах и совхозах СССР для приготовления гранулированных удобрений. Лузга подсолнечника является субстратом для выращивания кормовых дрожжей. Гречневую шелуху или лузгу используют как наполнитель для подушек, которые обладают ароматерапевтическими свойствами и не вызывают аллергию, но при этом недолговечны, срок использования около двух лет.